# Peter Tangvald
 (août 2021).
Peter Tangvald, né Per Tangvald le 27 septembre 1924 à Oslo et mort le 22 juin 1991 à Bonaire, est un navigateur et explorateur norvégien. 

## Biographie
Il est connu comme l'un des pionniers de la croisière hauturière et pour son ouvrage Sea Gypsy publié en 1966. Sa relative notoriété est liée au décès de deux de ses femmes en mer,, ce qui lui vaudra le surnom de « Barbe bleue des mers ». 
Il meurt noyé en 1991, avec sa fille de sept ans, lorsque son voilier sans moteur L'Artemis de Pytheas fait naufrage sur l'île de Bonaire. 
Son fils Thomas survit à ce naufrage, mais subit un sort similaire en 2014 lorsqu'il disparaît en mer a bord de son petit voilier, lui aussi non motorisé, lors d'un voyage entre Cayenne (Guyane Francaise) et Natal (Brésil),.

## Publications
- (en) Peter Tangvald, Sea Gypsy, Kimber, 1966 (ISBN 0718303202).
- (en) Peter Tangvald, At Any Cost: Love, Life & Death at Sea : An Autobiography, Cruising Guide Publications, 1991 (ISBN 0944428096).